# Hans Henrik Ringius
Hans Henrik Ringius, född 30 mars 1808 i Silvåkra socken, död där 28 juni 1878, var en svensk präst och botaniker. Han var farbror till Henrik Florus Ringius.
Hans Henrik Ringius var son till kyrkoherden Johan Adam Ringius. Han inskrevs som student vid Lunds universitet 1828, blev filosofie magister där 1838 och prästvigdes 1841. Han blev prästerligt biträde i Norrvidinge socken i Skåne 1841 och klockare i Glemminge socken 1856 samt var kyrkoherde i Silvåkra och Revinge från 1866. Ringius var en intresserad botaniker. Han utgav den floristiska disputationen Herbationes Lundenses (1838) och påbörjade utgivandet av Herbarium normale (fasciklarna 1-2, 1835–1836), det första svenska exsickatverket över fanerogamer, vilket innehöll kritiska och ovanliga växter från södra Sverige. Dess utgivande fortsattes av Elias Fries.